# Permission to Land
Albums de The Darkness
One Way Ticket to Hell... and Back
(2005)
Permission to Land est le premier album du groupe anglais The Darkness, sorti en 2003.

## Liste des chansons
Toutes les chansons sont écrites et composées par Ed Graham, Dan Hawkins, Justin Hawkins et Frankie Poullain.
| No  | Titre                            | Durée |
| --- | -------------------------------- | ----- |
| 1.  | Black Shuck                      | 3:20  |
| 2.  | Get Your Hands off My Woman      | 2:46  |
| 3.  | Growing on Me                    | 3:29  |
| 4.  | I Believe in a Thing Called Love | 3:36  |
| 5.  | Love Is Only a Feeling           | 4:19  |
| 6.  | Givin' Up                        | 3:34  |
| 7.  | Stuck in a Rut                   | 3:17  |
| 8.  | Friday Night                     | 2:56  |
| 9.  | Love on the Rocks with No Ice    | 5:56  |
| 10. | Holding My Own                   | 4:56  |

## Certifications
| Pays                    | Certification |
| ----------------------- | ------------- |
| Australie (ARIA)        | Platine       |
| Canada (Music Canada)   | Platine       |
| Danemark (IFPI)         | Or            |
| États-Unis (RIAA)       | Or            |
| Nouvelle-Zélande (RMNZ) | Platine       |
| Royaume-Uni (BPI)       | 4 × Platine   |